# TARDIS
TARDIS (eng. Time and Relative Dimension(s) in Space, Vrijeme i relativne dimenzije u Svemiru) svemirski je brod i vremeplov iz britanske znanstveno-fantastične serije Doctor Who. 
TARDIS je proizvod napredne tehnologije Gospodara Vremena, izvanzemaljske civilizacije čiji je pripadnik i glavni lik serije, Doktor. Dobro održavani TARDIS može putnike prevesti u bilo koju točku u vremenu i prostoru. Brod se izvana doima puno manji nego što je iznutra, što se naziva dimenzionalna transcendentalnost. Također ima i "kameleonski krug" koji mu omogućava da se vanjskim izgledom prilagodi mjestu i vremenu u kojem je sletio. U seriji, Doktor upravlja nepouzdanim, zastarjelim TARDIS-om tipa 40 čiji je kameleonski krug neispravan, zbog čega brod (od posjeta Londonu 1963.) uvijek izgleda kao londonska policijska govornica iz 1950-ih. TARDIS-i rastu, ne nastaju (kako je rekao Doktor u epizodi The Impossible Planet). TARDIS-i obično putuju tako da se dematerijaliziraju na mjestu polaska, prolaze kroz prostorno-vremenski vrtlog i ponovno se materijaliziraju na mjestu slijetanja. Nepredvidljivost TARDIS-ovog navođenja kratkog dometa (kratkog u odnosu na veličinu svemira) često je bila dio radnje tijekom Doktorovih putovanja.
Doctor Who se toliko ukorijenio u britansku popularnu kulturu da se oblik policijske govornice počeo više poistovjećivati s TARDIS-om nego sa stvarnom inspiracijom za brod, a riječ "TARDIS" se počela koristiti za opisivanje bilo čega što je veće iznutra nego izvana. Ime TARDIS je registrirani zaštitni znak BBC-ja.

## Povijest
Kad je 1963. godine započet razvoj ideje o seriji Doctor Who, produkcija je raspravljala o izgledu Doktorovog vremeplova. Kako dizajnom ne bi prekoračili zadani budžet, odlučeno je da će vremeplov sličiti policijskoj govornici. To je u kontekstu serije objašnjeno kao krinka koju stvara brodski "kameleonski sustav", mehanizam koji mijenja vanjski izgled broda kako bi se on uklopio u svoju okolinu. Deveti je Doktor objasnio da bi se TARDIS materijaliziran u Antičkom Rimu (s ispravnim kameleonskim sustavom) maskirao u kip. Daljnja premisa, koja je objašnjavala zašto je brod "zapeo" u jednom obličju, bila je da je sustav pokvaren.
Ideju za policijsku govornicu dao je scenarist BBC-a Anthony Coburn, koji je iznova napisao prvu epizodu serije na temelju predloška C. E. Webbera. U prvoj epizodi, An Unearthly Child, TARDIS se prvo vidi na smetlištu 1963. godine; kasnije se pokvari i zadržava obličje policijske govornice u pretpovijesnom krajoliku. U početku serije 1963., policijska je govornica još uvijek bila česta u britanskim gradovima. Pružala je izravnu telefonsku vezu s lokalnom policijskom postajom; telefon se nalazio iza malih okretnih vrata zbog čega ga se moglo koristiti izvana, dok je sama govornica služila kao privremeni ured sa stolom.
Iako je ideja za dizajn počela kao kreativna varka BBC-a kako bi uštedili novac i vrijeme za izradu rekvizita, uskoro je taj dizajn, uz povlačenje starih policijskih govornica iz upotrebe, postao interna šala i konvencija žanra. Anakronizam je s godinama postajao sve izraženiji zato što je u Velikoj Britaniji bilo sve manje policijskih govornica te vrste. Unatoč manjim promjenama u dizajnu rekvizita, TARDIS je postao najprepoznatljiviji vizualni element serije.
Tip policijske govornice kojoj TARDIS nalikuje napravljen je od betona. Međutim, rekviziti za televizijsku seriju isprva su, zbog lakšeg transporta i izrade na lokaciji, rađeni od drveta, a kasnije od staklene vune. Dimenzije i boja TARDIS-a korištenog u seriji mnogo su se puta mijenjale zbog slučajnog oštećivanje i zahtjeva serije te ni jedan TARDIS nije bio vjerna kopija originalnog modela Mackenzie Trench. Ta nedosljednost spominje se u epizodi "Blink" (2007.) kad lik inspektora Shiptona kaže da TARDIS "nije prava policijska govornica. Telefon je lažan, a prozori su krive veličine."

## Doktorov TARDIS
Doktorov TARDIS je zastarjela "TT (eng. Time Travel, putovanje kroz vrijeme) kapsula tipa 40" i izvana uvijek izgleda kao policijska govornica zbog kvara na kameleonskom krugu tijekom posjeta Londonu 1963. Kada je serija kretala 1963. izgled policijske govornice je izabran jer ih je tada samo u Londonu bilo oko 700. Doktor je svoj TARDIS neslužbeno "posudio" sa svog rodnog planeta Gallifreyja. 
U originalnoj seriji komande Doktorovog TARDIS-a bile su izomorfne, što znači da reagiraju samo na njegov dodir. Kada je serija ponovno pokrenuta 2005., u epizodi "Human Nature" (2007.) Martha Jones koristila je komande TARDISa da pokrene i ubrza video s uputama koji joj je Doktor ostavio prije nego što se privremeno pretvorio u čovjeka, u epizodi "The Sontaran Stratagem" Donna Noble pilotirala je TARDIS-om uz Doktorov nadzor, a u epizodi "Journey's End" (2008.) Doktor je rekao da je TARDIS predviđen za šest pilota. U 5. sezoni i Amy Pond upravljala je TARDIS-om.